# اولنا وورونینا
اولنا وورونینا (اوکراینی: Олена Олександрівна Вороніна؛ زادهٔ ۵ مهٔ ۱۹۹۰) ورزشکار شمشیربازی اهل اتحاد جماهیر شوروی سوسیالیستی است.
وی در مسابقات کشوری و بین‌المللی در مجموع برندهٔ ۲ مدال طلا، ۴ مدال نقره، ۵ مدال برنز شده‌است.